# 스리 마리암만 사원

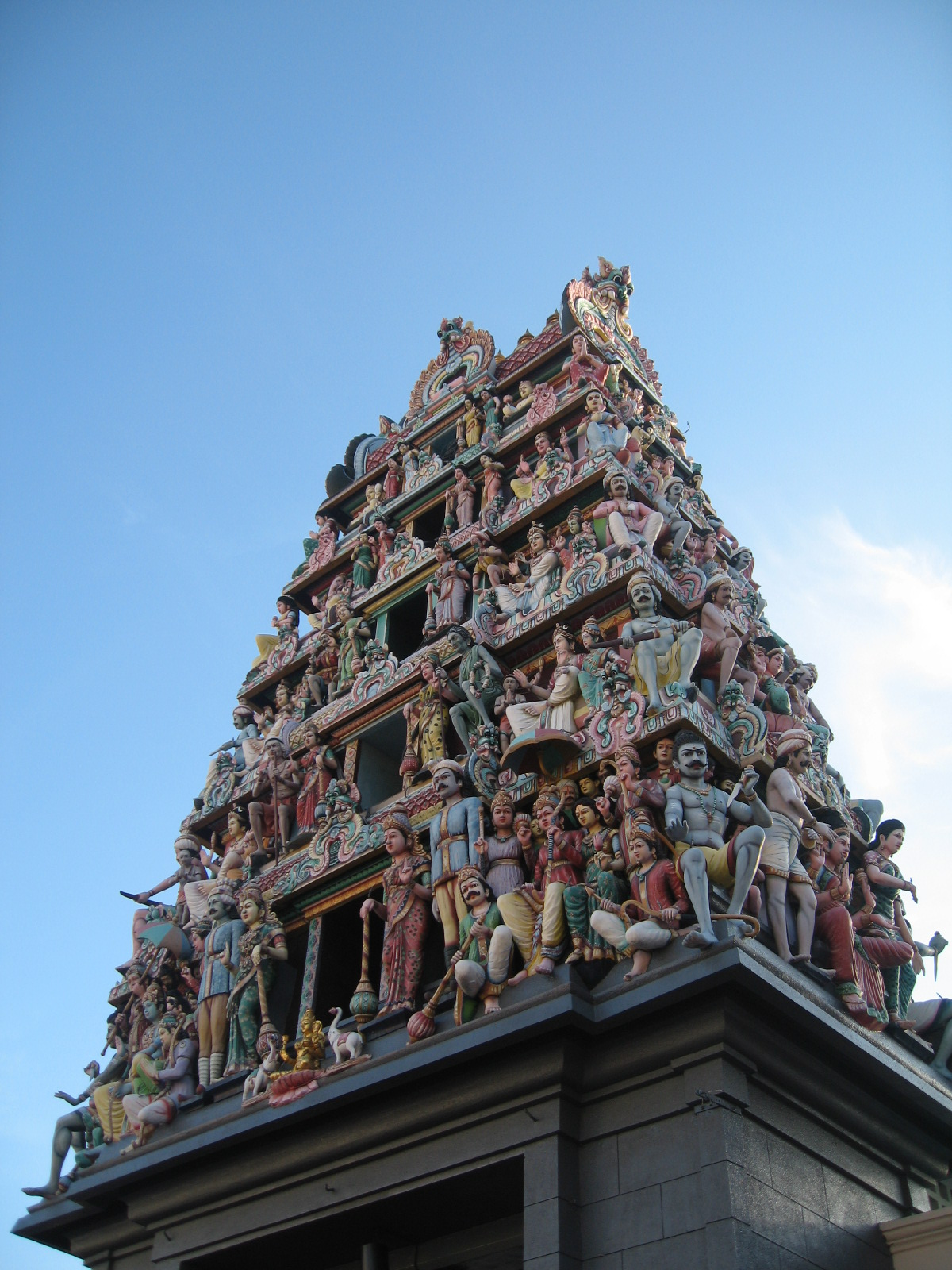

스리 마리암만 사원(Sri Mariamman Temple, ஸ்ரீ மாரியம்மன் கோவில்)은 싱가포르에서 가장 오래된 힌두교 사원이다. 힌두교도들이 결혼식 장소로 가장 선호하는 이 사원은 1843년경 현재의 벽돌구조로 건립되었으며, 이후에 신들의 조상, 종으로 장식된 문, 르레스코 천장화 등이 추가로 지어졌다. 매년 불속을 걷는 티미티(Thimithi) 축제가 이곳에서 행해지며, 국가기념물로 지정되어 있다.